# Rzut ukośny (fizyka)

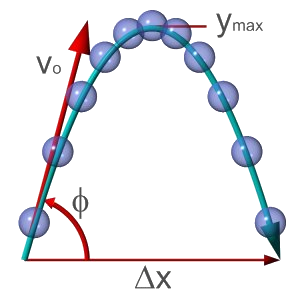
Ilustracja trajektorii rzutu ukośnego

Rzut ukośny – ruch w jednorodnym polu grawitacyjnym z prędkością początkową o kierunku ukośnym do kierunku pola. Ruch ten odpowiada ruchowi ciała rzuconego pod kątem do poziomu. Za rzut ukośny uznaje się też ruch ciała w kierunku ukośnym do jednorodnego pola elektrycznego.
Rzut ukośny w przypadku braku oporów ośrodka można rozważać jako ruch składający się z rzutu pionowego w górę oraz ruchu jednostajnego prostoliniowego.

## Pole grawitacyjne

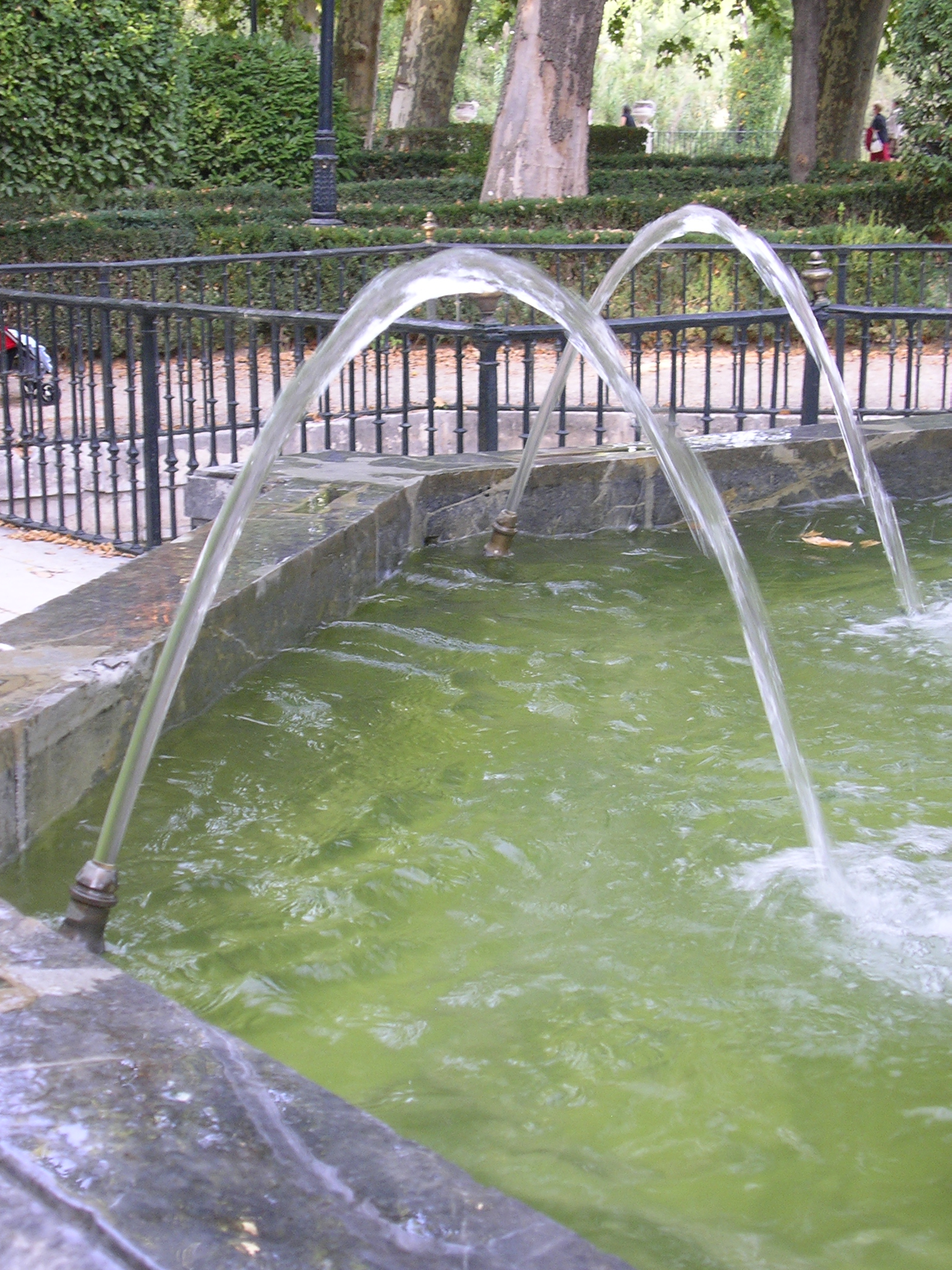
Działanie rzutu ukośnego na strumieniu wody

W artykule przyjęto kartezjański układ współrzędnych (x, y) z osią y równoległą do kierunku linii sił pola o zwrocie przeciwnym do pola, czyli ku górze, oraz osią x, równoległą do składowej poziomej ruchu i tym samym prostopadłą do kierunku linii pola.
Poniższe wzory są prawdziwe dla obszarów ruchu znacznie mniejszych od rozmiarów Ziemi bądź innego ciała niebieskiego, na którym ruch się odbywa, oraz przy zaniedbaniu oporu i wyporu atmosfery.

### Warunki początkowe
Prędkość początkową można określić podając jej wartość {\displaystyle v_{0}} oraz kąt {\displaystyle \alpha ,} pod jakim zostało rzucone ciało. Równoważnym sposobem jest podanie prędkości składowych: poziomej {\displaystyle v_{0x}} i pionowej {\displaystyle v_{0y}.} Między wielkościami w obu sposobach zachodzą związki:
{\displaystyle v_{0y}=v_{0}\cdot \sin \alpha ,}
{\displaystyle v_{0x}=v_{0}\cdot \cos \alpha .}

### Dynamika ruchu
Przyjmuje się, że na ciało działa wyłącznie siła grawitacji, skierowana pionowo w dół, co wyrażają wzory:
{\displaystyle F_{y}=-mg,}
{\displaystyle F_{x}=0.}
Składowe przyspieszenia są równe:
{\displaystyle a_{y}={\frac {F_{y}}{m}}=-g,}
{\displaystyle a_{x}={\frac {F_{x}}{m}}=0.}

### Prędkości
Prędkość chwilową w kierunku pionowym po czasie {\displaystyle t} określa wzór:
{\displaystyle v_{y}=v_{0y}-g\cdot t=v_{0}\cdot \sin \alpha -g\cdot t.}
Prędkość chwilowa w kierunku poziomym jest równa prędkości początkowej w tymże kierunku, a więc jest stała podczas całego ruchu:
{\displaystyle v_{x}=v_{0}\cdot \cos \alpha =const.}

### Czas wznoszenia oraz lotu
Prędkość chwilowa w kierunku pionowym w momencie osiągnięcia przez ciało maksymalnej wysokości jest równa zeru, dlatego czas wznoszenia {\displaystyle t_{w}} wynosi:
{\displaystyle t_{w}={\frac {v_{0y}}{g}}={\frac {v_{0}\cdot \sin \alpha }{g}}.}
Czas lotu ciała {\displaystyle t_{c},} przy założeniu, że upadnie ono na tej samej wysokości, co rozpoczęło ruch, jest podwojonym czasem wznoszenia:
{\displaystyle t_{c}=2\cdot t_{w}={\frac {2\cdot v_{0}\cdot \sin \alpha }{g}}.}

### Maksymalna wysokość oraz zasięg
Maksymalna wysokość na jaką wzniesie się ciało:
{\displaystyle h_{max}=v_{0y}\cdot t_{w}-{\frac {g\cdot t_{w}^{2}}{2}}={\frac {g\cdot t_{w}^{2}}{2}}={\frac {(v_{0}\cdot \sin \alpha )^{2}}{2\cdot g}}.}
Zasięg rzutu:
{\displaystyle z=v_{x}\cdot t_{c}={\frac {2\cdot v_{0}^{2}\cdot \sin \alpha \cdot \cos \alpha }{g}}={\frac {v_{0}^{2}\cdot \sin {2\alpha }}{g}}.}
Łatwo zauważyć, że dla określonej prędkości początkowej zasięg będzie najdalszy, jeśli {\displaystyle \alpha =45^{\circ }}

### Położenie
Przyjmując za początek ruchu początek kartezjańskiego układu współrzędnych, położenie ciała po czasie {\displaystyle t} określają równania:
{\displaystyle {\begin{cases}x(t)=v_{0}t\cos \alpha \\y(t)=v_{0}t\sin \alpha -{\frac {gt^{2}}{2}}\end{cases}}.}
Równanie toru rzutu ukośnego w układzie (X,Y):
{\displaystyle y=x\operatorname {tg} \alpha -{\frac {g}{2v_{0}^{2}\cos ^{2}\alpha }}x^{2}.}
Równanie to jest równaniem paraboli o ramionach zwróconych w dół, tj. posiadającej maksimum globalne.

## Dodatkowe informacje
Mówiąc o rzucie ukośnym bez podania warunków, przyjmuje się zwykle ruch w ziemskim polu grawitacyjnym na średniej szerokości geograficznej i na poziomie morza; pole grawitacyjne ma wówczas przyspieszenie g = 9,81 m/s². Pomija się przy tym opór i wypór powietrza oraz niejednorodność pola grawitacyjnego.

## Pole elektryczne
Powyższe wzory można zastosować do jednorodnego pola elektrycznego zastępując przyspieszenie ziemskie przyspieszeniem ciała w polu elektrycznym:
{\displaystyle a={\frac {qE}{m}},}
gdzie:
{\displaystyle q} – ładunek elektryczny ciała,
{\displaystyle E} – natężenie pola elektrycznego,
{\displaystyle m} – masa ciała.

## Szczególne przypadki
Gdy ciało rzucone jest poziomo, rzut ukośny staje się rzutem poziomym. Dla tego przypadku {\displaystyle v_{0y}=v_{0}\sin \alpha =0} oraz {\displaystyle v_{0}\neq 0,} {\displaystyle h_{max}>0,} skąd wynika {\displaystyle \sin \alpha =0,} czyli {\displaystyle \alpha =0^{\circ }.}
Gdy ciało rzucone jest pionowo, rzut ukośny staje się rzutem pionowym. Dla tego przypadku {\displaystyle v_{0x}=v_{0}\cos \alpha =0} oraz {\displaystyle v_{0}\neq 0,} skąd wynika {\displaystyle \cos \alpha =0,} czyli {\displaystyle \alpha =90^{\circ }.}
Gdy prędkość początkowa jest równa zeru, to rzut jest spadkiem swobodnym. Dla tego przypadku {\displaystyle v_{0x}=0,} {\displaystyle v_{0y}=0} oraz {\displaystyle h_{max}>0.}